# Livadia
Livadia nebo Levadia (řecky Λιβαδειά/Λεβάδεια/Λειβαδιά) resp. ve starověku Lebadeia (řecky Λεβάδεια) je hlavní město řeckého kraje Bojótie. Město leží blízko pohoří Parnassos a řeky Erkyna. Žije zde kolem 35 000 obyvatel.

## Dějiny
Dle řecké mytologie se město nejprve jmenovalo Μίδεια (Midea), později bylo ale přejmenováno podle hrdiny Lebadia. Není přesně známo kdy bylo založeno, ale předpokládá se, že vzniklo ještě během mykénské doby. Nedaleká významná starověká města zde byly Delfy a Théby. V 3. stol. př. n. l. město ovládli Makedonci, po nich Římané a pontský král Mithridates, jehož však Římané porazili a území dnešního Řecka opět ovládli. Starověká Lebadia prosperovala i nadále, stály zde významné budovy, jako lázně, agora, chrám boha Dia. Postupně se zde rozšířilo křesťanství. V 3. a 4. stol. se přes Livadiu přehnali kmeny Gótů a Herulů v 5. stol. i Hunové. Od roku 395 patřila Livadia Východořímské říši.
Starověké město Lebadeia bylo známé hlavně uctíváním kultu hrdiny Trofónia. Uctívali se zde hlavně božstva Artemis, Hermes, Dionýsos a Zeus. Všechny tyto kulty byly potlačeny až zákrokem císaře Theodosia v 4. století.
Město se vzpamatovalo z barbarských vpádů a relativně se rozvíjelo až do 6. století, kdy bylo poničeno slovanskými útoky. Situace se zlepšila v 8. stol. a lidé se opět mohli klidně věnovat hospodářství. Livadia patřila pod církevní správu Théb. V 13. století kraj ovládla křižácká království, která dočasně rozvrátila Byzantskou říši a pak v 15. století Turci.

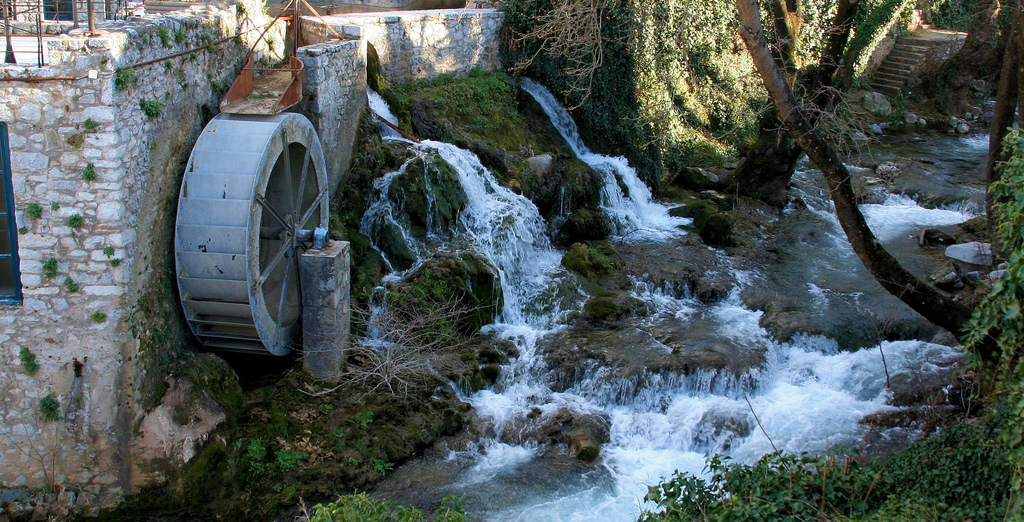
Řeka Erkýna a vodní mlýn

Během turecké nadvlády se zvýšil význam města, neboť se stalo sídlem tureckého správce, a postavila se zde také významná mešita Yeni-Cami (Nová mešita). V 17. století se město pokoušeli dobýt Benátčané. Z Livadie se stalo centrum kultury, jakož i řecké tak turecké a také se z ní stalo největší město Boiótie. Město prosperovalo a hrálo důležitou obchodní roli, protože se nacházelo na cestě která spojovala Makedonii s Peloponésem. Z Livada pocházelo několik významných Řeků, jakož i Lambros Katsonis, který sloužil v ruském námořnictvu. Během Řecké válka za nezávislost v 19. století mělo město asi 10 000 obyvatel, většinou Řeků, ale i byla zde i turecká menšina. Obyvatelé se věnovali zemědělství a obchodu. Město hrálo významnou roli během revoluce, bylo zde sídlo řecké organizace na osvobození Řeků-Filiki Eteria. Působil zde slavný revolucionář Athanasios Diakos, který nakonec vyhnal Turky a město osvobodil. Turkům se sice podařilo města znovu zmocnit, ale ne nadlouho, Livadia připadla novému řeckému státu a stala se jedním z nejvýznamnějších míst. Z tohoto období pochází i známá řecká lidová píseň Saranda palikaria apo tin Levadia (40 chlapců z Levada), která zpívá o odchodu 40 bojovníků za nezávislost z Livadi do města Tripolitsa na Peloponésu.
V současné době je Livadia největší město Boiótie, pořádány jsou zde mnohé kulturní festivaly, nejznámější se koná v září, tzv. Trofonia, kdy se konají různá divadelní představení, zábavy, oslavy a koncerty lidové hudby v ulicích města. Livadia je v Řecku známa zpracováváním bavlny. Kromě starověkých vykopávek má město mnoho moderních památek, mezi které patří např. vodní mlýn, otevřený amfiteátr, moderní socha nymfy Erkýni, která se vynořuje z stejnojmenné řeky. Velmi zajímavá je městská čtvrť Pera Choriu, známá také jako malá Paříž.